# Мург
Мург (на немски: Murg) е 80,2 km дълга река в северен Шварцвалд, Баден-Вюртемберг, Германия, десен приток на Рейн.
В Мург при Ращат се влива река Оос и до Щайнмауерн тя се влива в Рейн.